# Eoin Colfer

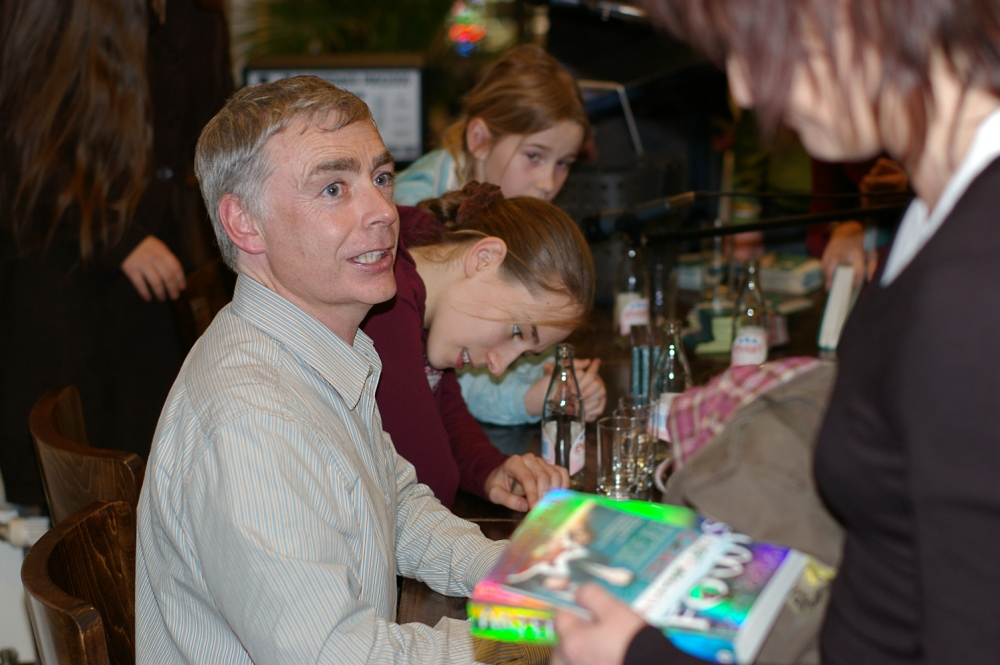
Eoin Colfer

Eoin Colfer (* 14. května 1965, Wexford) je irský spisovatel, autor knih o Artemisi Fowlovi.

## Život
Narodil se ve Wexfordu na jižním pobřeží Irska v roce 1965. Zde také vyrůstal se svými čtyřmi bratry, otcem (učitelem na základní škole, historikem a hudebním skladatelem) a matkou (učitelkou herectví). Poprvé začal psát příběhy již na základní škole. Příběhy o Vikinzích později vyprávěl všem svým kamarádům. Náměty pro svoje příběhy čerpal z toho, co se naučil na hodinách dějepisu.
Později vystudoval Univerzitu v Dublinu a jako učitel se vrátil pracovat zpět do Wexfordu. V roce 1991 se oženil a spolu se svou ženou 4 roky (1992–1996) cestoval a pracoval v Saúdské Arábii, Tunisku a v Itálii.
Jeho první kniha, Benny a Omar, byla vydaná v roce 1998. Použil v ní své zážitky z Tuniska. Pokračování Benny a Babe následovalo v roce 1999. Po vydání prvního svazku Artemis Fowl v roce 2001 přestal Eoin učit a soustředil se jenom na psaní. V současnosti Eoin žije v Irsku se svoji ženou a dvěma dětmi.
Řekl:“Nepřestanu psát, dokud lidé nepřestanou číst nebo dokud se nezblázním“.